# Deutsche Gesellschaft 1914

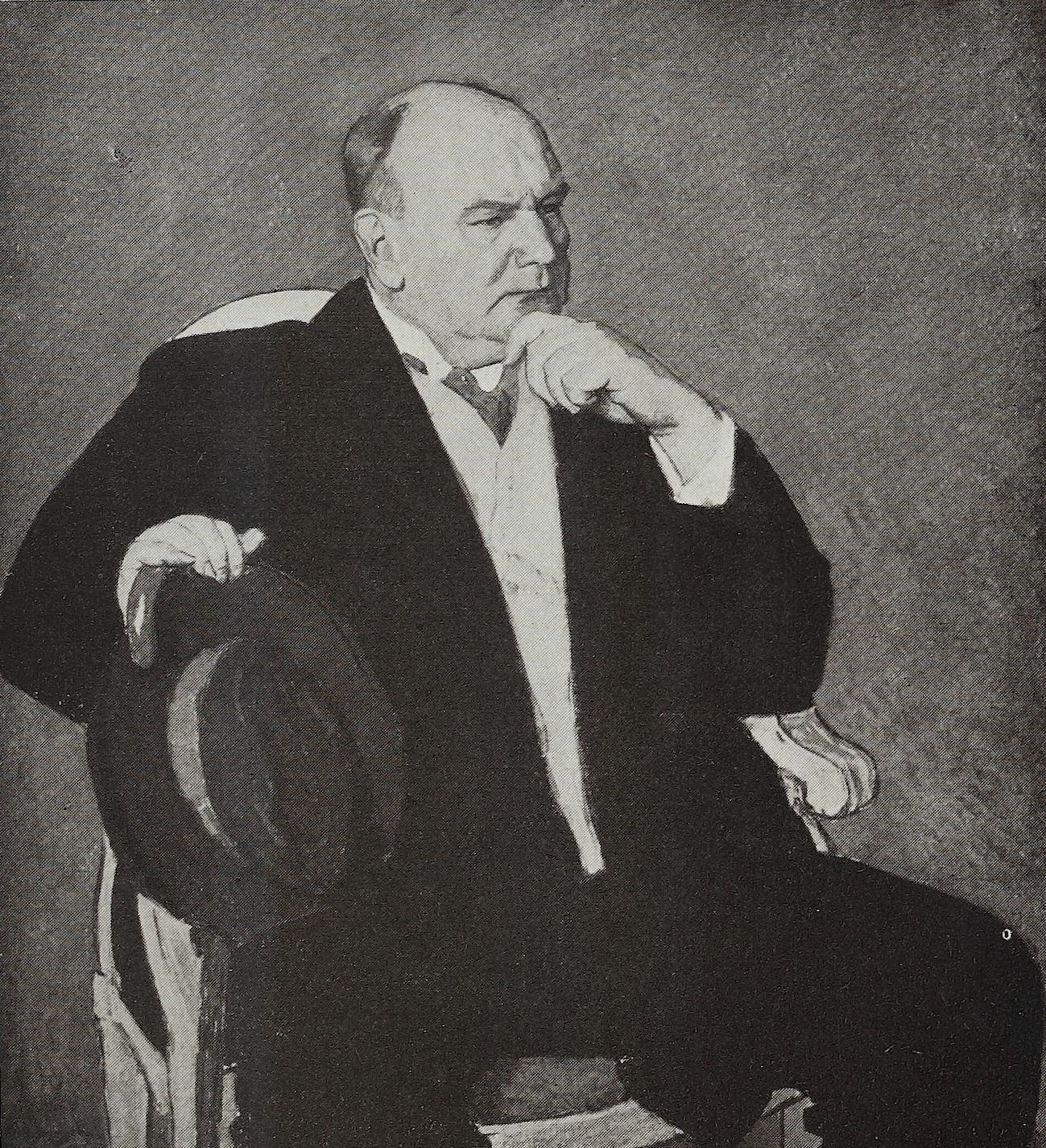
Wilhelm Solf, président de la Société allemande de 1914

La deutsche Gesellschaft 1914, en français Société allemande de 1914, est un cercle politique fondé le 28 novembre 1915 par Karl Gustav Vollmoeller. Son but est de rassembler des participants d'opinions et d'horizons divers afin de perpétuer l'esprit combatif de 1914 et les principes du Burgfrieden.  Wilhelm Solf (secrétaire d'État du Reichskolonialamt, l'office impérial aux colonies) a été le premier et le dernier président du cercle.

## Histoire
Avec le début de la guerre de 1914, les conflits de politique intérieure sont mis à l'arrière-plan en Allemagne, et les représentants de différents partis concourent ensemble à l'objectif premier de la défense du pays. Le Chancelier Theobald von Bethmann Hollweg et les membres du gouvernement Wilhelm Solf et Gottlieb von Jagow souhaitent installer durablement cette atmosphère politique particulière.
Karl Gustav Vollmoeller et Richard Dehmel fondent alors le cercle Deutsche Gesellschaft 1914 en étroite concertation avec Walther Rathenau et Robert Bosch, dans l'élan de l'appel de 1914 aux intellectuels contemporains, „An die Kulturwelt“ . Harry Graf Kessler en témoigne dans sa biographie de Rathenau :
« „Er [Walther Rathenau] beteiligt sich an den Klub-Gründungen, die den ‚Burgfrieden‘ durch gesellschaftliche Fühlung zwischen Vertretern verschiedener politischer Richtungen befestigen sollten: insbesondere an der von Carl Vollmöller ins Leben gerufenen Deutschen Gesellschaft 1914’ und der von Professor Ludwig Stein und dem Reichstagsabgeordneten Bassermann begründeten ‚Mittwochs-Gesellschaft“ »
« Il [Walther Rathenau] prend alors part à la fondation de clubs qui ont pour ambition d'ancrer l'esprit du Burgfrieden par la rencontre de représentants politiques d'opinions divergentes, notamment la Société Allemande de 1914 fondée par Carl Vollmöller, et la Société du Mercredi créée par le professeur Ludwig Stein et le député Bassermann »
Le secrétaire d'État Solf indique dans son discours inaugural en novembre 1915 à Munich le but de la Société: Elle doit donner aux représentants éminents de différentes couches sociales et d'opinions opposées la possibilité de discuter « d'homme à homme » . Solf appelle, au sens de Johann Gottlieb Fichte, au « perfectionnement de l'amour de la Patrie vers l'Éternel ». Il exalte simultanément l'individualité de chacun et « l'action de l'Homme libre ». Solf cite le baron de Stein, qui explique que les faiblesses de la monarchie prussienne envers ses voisins doivent être compensées par l'action conjointe de forces morales et intellectuelles puissantes, non tant en quantité qu'en qualité. Bernd Sösemann décrit la séance inaugurale ainsi :
« „Am 28. November 1915 wurde die ‚Deutsche Gesellschaft 1914‘ gegründet. Ihr größter Mäzen, der Industrielle Robert Bosch, stiftete die Ausstattung der Räume in dem Pringsheimschen Palais, das er außerdem noch für einen geringen Mietzins zur Verfügung stellte. Die Eröffnungsansprache hielt der erste Präsident des Klubs, der Staatssekretär im Reichskolonialamt, Wilhelm Solf“ »
« La société Allemande de 1914 est fondée le 28 novembre 1915. Son plus grand mécène, l'industriel Robert Bosch, a contribué à l'équipement des salles du Palais Pringsheimschen, qu'il met en outre à disposition pour un loyer dérisoire. Wilhelm Solf, secrétaire d'État de l'Office impérial aux colonies, premier président du club, prononce le discours inaugural. »
Le nombre d'adhérents à la société à Berlin et Munich atteint vite 900. Theodor Heuss écrit dans sa biographie de Robert Bosch:
« „Deutschland kannte nicht den politischen Club der angelsächsischen Welt, hier sollte er nachgebildet werden, doch nicht in einem ausschließenden, sondern in einem umfassenden Sinne: Der Konservative und Sozialdemokrat, der Industrielle und Gelehrte, der Künstler und Beamte, der Grundbesitzer und Gewerkschaftsführer, sofern sie aus der Fachenge und Interessenverwicklung herausstrebten und in ihrer Persönlichkeit einen gewissen Rang darstellten, mochten sich hier begegnen, frei gelöst. Vorausgesetzt war die vaterländische Grundhaltung, die dem Partner auch bei unterschiedlicher Programmatik zuzubilligen war“ »
« L'Allemagne n'était pas familière du modèle du club politique anglo-saxon, et il s'expérimente ici non par l'exclusion, mais par l'inclusion: Le conservateur et le social-démocrate, l'industriel et le savant, l'artiste et le fonctionnaire, le propriétaire foncier et le syndicaliste, s'ils veulent dépasser le champ étroit de leurs préoccupations professionnelles, et si leur personne compte, se rencontrent ici hors de toute contrainte. L'esprit patriotique de chacun est la seule condition exigée. »
L'influence de ce cercle politique se mesure aux contributions réunies par les membres, car 240 000 Reichsmark sont disponibles dès 1915. Le cercle parvient également à faire entrer August Müller au gouvernement : pour la première fois, un social-démocrate obtient une responsabilité gouvernementale officielle. Pendant la guerre, la deutsche Gesellschaft 1914 apparaît comme une sorte d'île préservée, disposant d'une bibliothèque conséquente, d'un restaurant aux réserves bien garnies en dépit du blocus. Lectures, conférences et concerts alternaient les lundis et mardis. Le cercle, en dépit de son objectif radicalement neuf, reste cependant le bastion d'une élite privilégiée, car il n'y a pas de femmes ni d'ouvriers dans le cercle de 1914, et seuls 2 % des membres de 1916 appartiennent au SPD. Guillaume II se plaint ainsi en 1918 de Solf: « Un secrétaire d'État ne devrait pas présider une telle société, qui compte en son sein des sociaux-démocrates. »
La deutsche Gesellschaft 1914 se dissout en 1934. Solf empêche ainsi l'aryanisation exigée par les nazis, car à ce moment les Juifs comptent pour encore près d'un tiers des membres de cette société. La deutsche Gesellschaft 1914 était l'une des rares organisations de bonne réputation à interdire Hitler de parole dans ses locaux jusqu'à sa prise de pouvoir. Une petite partie des membres rejoignent alors le SeSiSo-Club, qui se présente comme le successeur de la deutsche Gesellschaft 1914. Le groupe de résistants au nazisme du Cercle Solf se constitue, pendant le troisième Reich, de membres ou d'anciens membres de ces deux sociétés politiques, et conduisent plusieurs d'entre eux à participer au complot du 20 juillet 1944.

## Membres célèbres
| - Wilhelm Solf et Hanna Solf (représentants d'une politique extérieure libérale, fondateur et président de la Société allemande 1914) - Curt Baake (de) (journaliste et homme politique) - Hermann Bahr (écrivain) - Albert Ballin (industriel) - Robert Bosch (industriel) - Gustav Krupp von Bohlen und Halbach (industriel) - Alfred Hugenberg - Eduard von Capelle (amiral) - Richard Dehmel (poète, écrivain) - Hans Delbrück - Felix Deutsch (de) (industriel) - Lovis Corinth (peintre) - Guido Henckel von Donnersmarck (propriétaire foncier et industriel) - Friedrich Carl Duisberg (industriel) - Matthias Erzberger (député Zentrumspartei) - Olaf Gulbransson (peintre et caricaturiste) - Herbert M. Gutmann (de) (Banquier, collectionneur) - Fritz Haber (chimiste) - Kurt Hahn (pédagogue), membre 1633 - Maximilian Harden (publiciste) - Adolf von Harnack (Théologue) - Gerhart Hauptmann (écrivain) - Thomas Theodor Heine (peintre, écrivain) - Georg von Hertling (chancelier du Reich) - Oskar von Hindenburg (Generalmajor, fils du président du Reich Paul von Hindenburg) - Hellmuth Hirth (pionnier de l'aviation) - Hugo von Hofmannsthal (écrivain) - Henning von Holtzendorff (amiral) | - Siegfried von Kardorff (en) (membre de la diète prussienne, Parti conservateur libre) - Anton Kippenberg (collectionneur, éditeur) - Emil Kirdorf (industriel) - Richard von Kühlmann (diplomate, ministre des Affaires étrangères) - Max Liebermann (peintre) - Thomas Mann (écrivain) - Franz von Mendelssohn (banquier) - Helmuth Johannes Ludwig von Moltke (chef d'état-major de la première guerre mondiale) - Rudolf Mosse (Éditeur) - Friedrich von Payer (vice-chancelier) - Walther Rathenau (industriel) - Max Reinhardt (régisseur et intendant de théâtre) - Hjalmar Schacht (banquier) - Max Slevogt (peintre) - Hugo Stinnes (industriel et homme politique) - Richard Strauss (compositeur, chef d'orchestre) - Albert Südekum (Député SPD) - Wilhelm von Stumm (de) (diplomate) - August Thyssen (Industriel) - Louis-Ferdinand Ullstein (de) (éditeur) - Karl Vollmöller (poète, auteur dramatique, pionnier du cinéma et de l'aviation) - Frank Wedekind (auteur) - Ulrich von Wilamowitz-Moellendorff (philologue et traducteur) - Heinrich Wölfflin (historien d'art) - Theodor Wolff (publiciste et écrivain) - Ferdinand von Zeppelin (constructeur) |